# Цейгер, Иоганн Эрнст
Иоганн Эрнст Цейгер (нем. Johann Ernst Zeiher; 23 апреля 1725 — 7 января 1784, Дрезден) — германский механик и физик. В 1751 г. в Эрфурте получил степень доктора медицины. Приглашён в 1756 г. на должность профессора механики при Петербургской академии; с 1764 г. почётный член Петербургской академии и профессор чистой математики в Виттенбергском университете.

## Сочинения
- «Описание особой камеры обскуры и полемоскопа, которые в карете употребляемы быть могут» («Ежемесячные сочинения к пользе и увеселению служащие», 1757, I);
- «О пользе высшей математики в общей жизни» (вместе с проф. Гришовым, там же. II);
- «Dissertatio de quibusdam circa lentes causticas et specula ustoria emendatis et noviter inventis» («Novi Commentarii Acad. scient. Imper. Petropolitanae», VII, 1758 и 1759, СПб., 1761);
- «Acus novae declinatoriae descriptio» (там же); «Descriptio instrumenti cujusdam nautis barometri ad instar inservituri» (там же, tom. VIII pro annis 1760 et 1761, СПб., 1763);
- «Acus nauticae novae descriptio» (там же);
- «Thermometrorum, punctis constantibus gaudentium, emendatio» (там же);
- «Descriptio duplicis microscopii solaris apparatus objectis opacis adaptati» (там же, tom. X pro anno 1764, СПб., 1766 и нек. др.).

Отдельно изданы за исключением одного, уже названного выше, следующие: «Рассуждение о стеклах, различно свет преломляющих, говоренное в публичном собрании императорской академии наук 1763 г.» (перевод); «Dissertatio de vitris vi lumen dispergendi diversa praeditis» (СПб., 1763); «Рассуждение о машинах» («Ежемесячные сочинения и известия о учёных делах», 1764, I).
По возвращении на родину Цейгер ограничил свою литературную деятельность переводами нескольких экономических сочинений, затем представленной при вступлении в профессорскую должность вместо программы диссертацией «Mistionum metallicarum examen hydrostaticum» (Виттенберг, 1764) и двумя программами (I и II) «De novis dioptricae argumontis» (там же, 1767 и 1773).